# Pachycephala occidentalis
El silbador occidental (Pachycephala occidentalis) es una especie de ave paseriforme de la familia Pachycephalidae endémica de las suroeste de Australia. Hasta 2015 se consideró una subespecie del silbador dorado, pero los estudios genéticos indicaron que era una especie separada, cuyo pariente más cercano sería el silbador colinegro.